# Platycerium alcicorne
Platycerium alcicorne es una especie de helecho perteneciente a la familia Polypodiaceae, nativa de Madagascar, las Seychelles e Islas Comoras, así como Mozambique y Zimbabue.

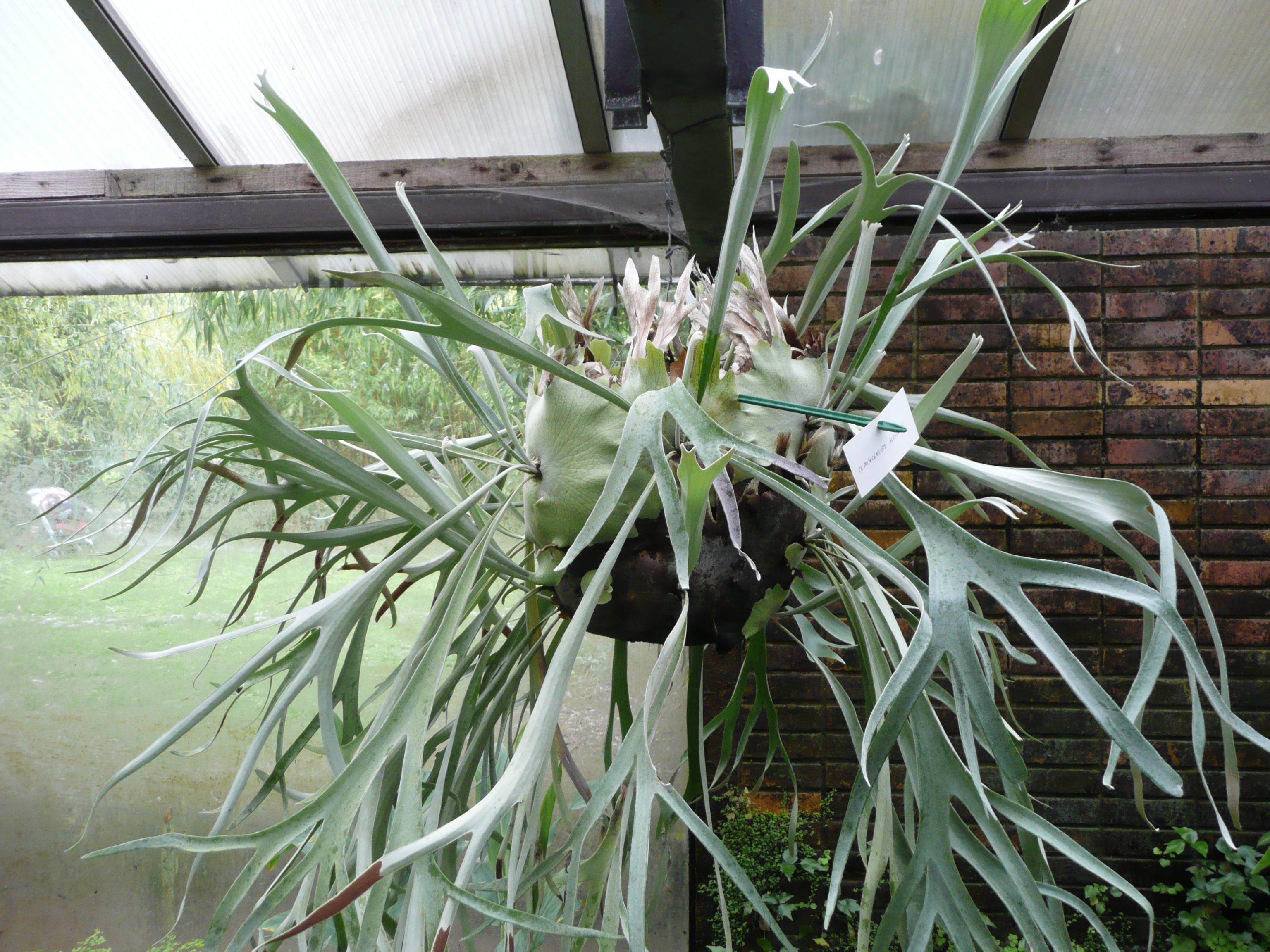
Detalle de la planta.

## Descripción
Es un helecho epífito con rizoma corto, de 1 cm de diámetro y con escamas marrones. Hojas ovoides estériles, convexas, formando una masa casi semiesférica, de 32 cm de diámetro, cortada en conjunto con diminutos pelos estrellados blanquecinos en un primer, llegando a ser glabras con la edad. Las frondas fértiles de hasta 60 cm de largo, estrechamente cuneadas, de 2-4 veces  divididas en lóbulos redondos a oblongos de hasta 2.5 cm de ancho. Tiene esporangios en los lóbulos finales donde se encuentran los soros, cubiertos de pelos estrellados blancos similares a los de la lámina.

## Hábitat
Se encuentra como epífita en el bosque alto arbolado y seco.

## Usos
Es cultivada como planta ornamental para jardines.

## Taxonomía
Platycerium bifurcatum fue descrita por (Willemet) Desv. y publicado en Mémoires de la Société Linnéenne de Paris, précédés de son histoire 2: 213. 1827.
Etimología
El nombre genérico «Platycerium» es de raíz griega y significa "cuernos aplastados"; hace alusión a la forma de los frondes (hojas) parecidas a la cornamenta de un alce.
Sinónimos
- Acrostichum alcicorne Willemet	[3]